# Marche-les-Dames
Pour les articles homonymes, voir Marche.
Marche-les-Dames (en wallon Måtche-les-Dames) est une section de la ville belge de Namur située en Wallonie dans la province de Namur. C'était une commune à part entière avant la fusion des communes de 1977. Le village est situé sur la rive gauche de Meuse, à l'embouchure de la Gelbressée.
Le village de Wartet fait partie de la section de Marche-les-Dames.

## Démographie
- Sources : INS (Rem : 1831 jusqu'en 1970 = recensements, 1976 = nombre d'habitants au 31 décembre et Portail Open Data de la ville de Namur[1] pour après 1985

## Histoire
Au XVIIIe siècle, le baron de Barré d'Ouchnée y possède deux affineries, une forge, un macqua ou maka (énorme marteau mû mécaniquement pour étirer le fer en barres de divers calibres). Cette entreprise préfigure les tentatives de concentration industrielle.

### Mort d'un roi
Connue pour ses rochers, aiguilles et falaises verticales Marche-les Dames est un lieu fréquenté des alpinistes. C'est au cours de l'ascension de l'une de ces aiguilles que le roi Albert Ier de Belgique trouva la mort le 17 février 1934. Une croix à mi-pente indique l'endroit où fut trouvé son corps. Cet accident fut sujet à polémique : certains y virent le signe d'un complot, d'autres, celui d'un assassinat.[réf. nécessaire] Une commémoration pour honorer le Roi-chevalier du front de l'Yser (1916) est perpétuée à la date anniversaire de cette tragédie. Marche-les-Dames est aussi connue pour son camp militaire d'entrainement para-commandos.

## Patrimoine et culture

### Patrimoine architectural
- L'abbaye Notre-Dame du Vivier date du XIIe siècle. Après les religieuses carmélites et les sœurs de Jérusalem, différentes communautés chrétiennes s'y sont succédé. L'abbaye est mentionnée pour la première fois en 1236 et vendu à la Révolution française[3].

- Les rochers en bord de Meuse attirent les amateurs d'escalade. Après Freÿr, Marche-Les-Dames est le deuxième site le plus important du pays pour l’escalade[4]. Ce groupe rocheux, s’étend sur 2,3 km le long de la rive gauche de la Meuse, en aval de Namur. On dénombre neuf rochers, en amont du camp commando, sept sont situés à l’intérieur du camp et sept en aval du camp. Au total, 23 rochers de 20 à 80 mètres de hauteur, qui comportent plus de 400 voies pour la plupart athlétiques, elles se déroulent sur un calcaire dolomitique, très travaillé et criblé de trous.

- Chapelle Notre-Dame des Sept Douleurs, située au pied de la Roche du Roi Albert. Datant de 1686 et reconstruite en 1940[5].
- Eglise Sainte-Appoline de Wartet. Edifice de style néo-gothique du début du XXe siècle[5].
- Ferme du Château de Wartet. Imposant ensemble fortifié qui s'est étendu depuis le bas moyen-âge jusqu'au XIXe siècle. C'est un ancien siège d'une seigneurie de la Tour, engagée par Guillaume aux Brebis en 1638 et passée par alliance aux Pinchart en 1669 puis au Gune[5].
- D'autres rochers sont : 'du Roi Albert', du Dièdre Noir et de La Popeye, situés dans la Partie Centrale, domaine royal. Certains surplombent la route et/ou le chemin de fer, de ce fait, sont interdits à la pratique de l’escalade. Une via ferrata se déroule à l’intérieur du camp commando et qui démarre près du refuge Albert Ier.
- La gare de Marche-les-Dames se trouve en bord de Meuse, sur la ligne 125 qui relie Namur à Liège. Marche-les-Dames n'est plus que 'halte' sur la ligne.
- Le camp militaire de para-commandos.

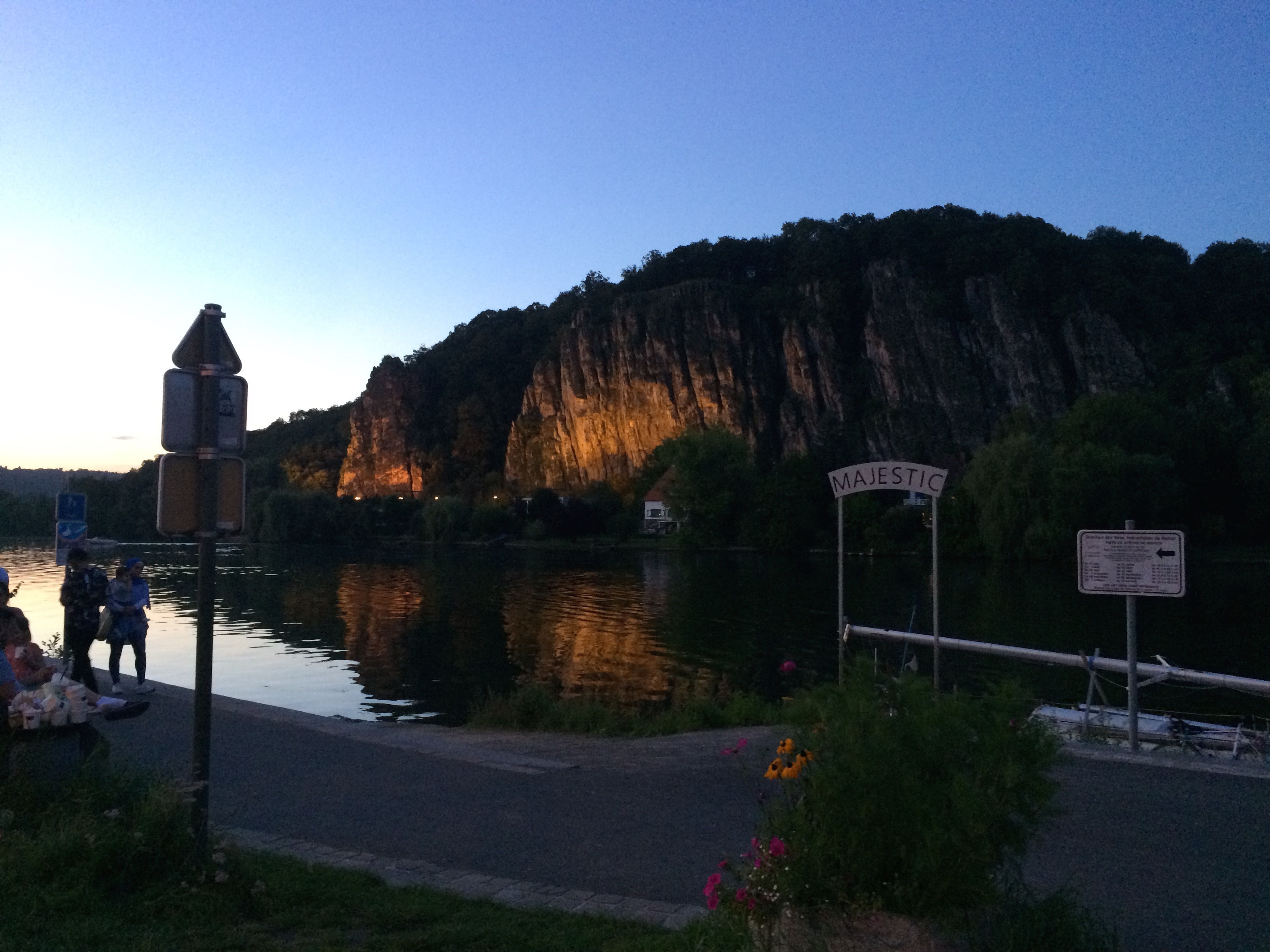
La falaise où le roi Albert I fit une chute mortelle (vue à partir de la rive droite).
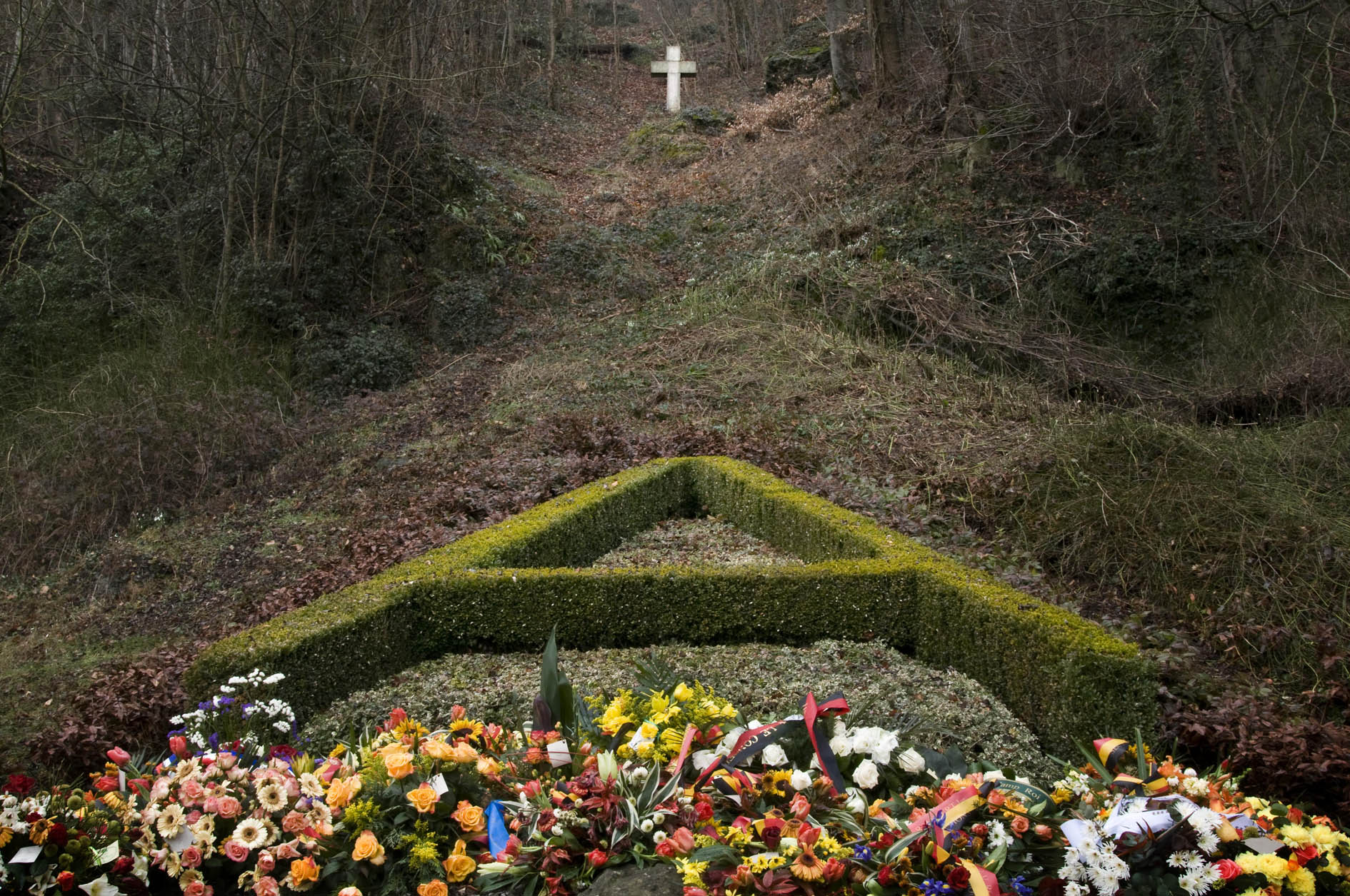
Monument marquant le lieu où le roi Albert Ier est décédé. La croix marque l'endroit où fut trouvé le corps du roi Albert Ier.
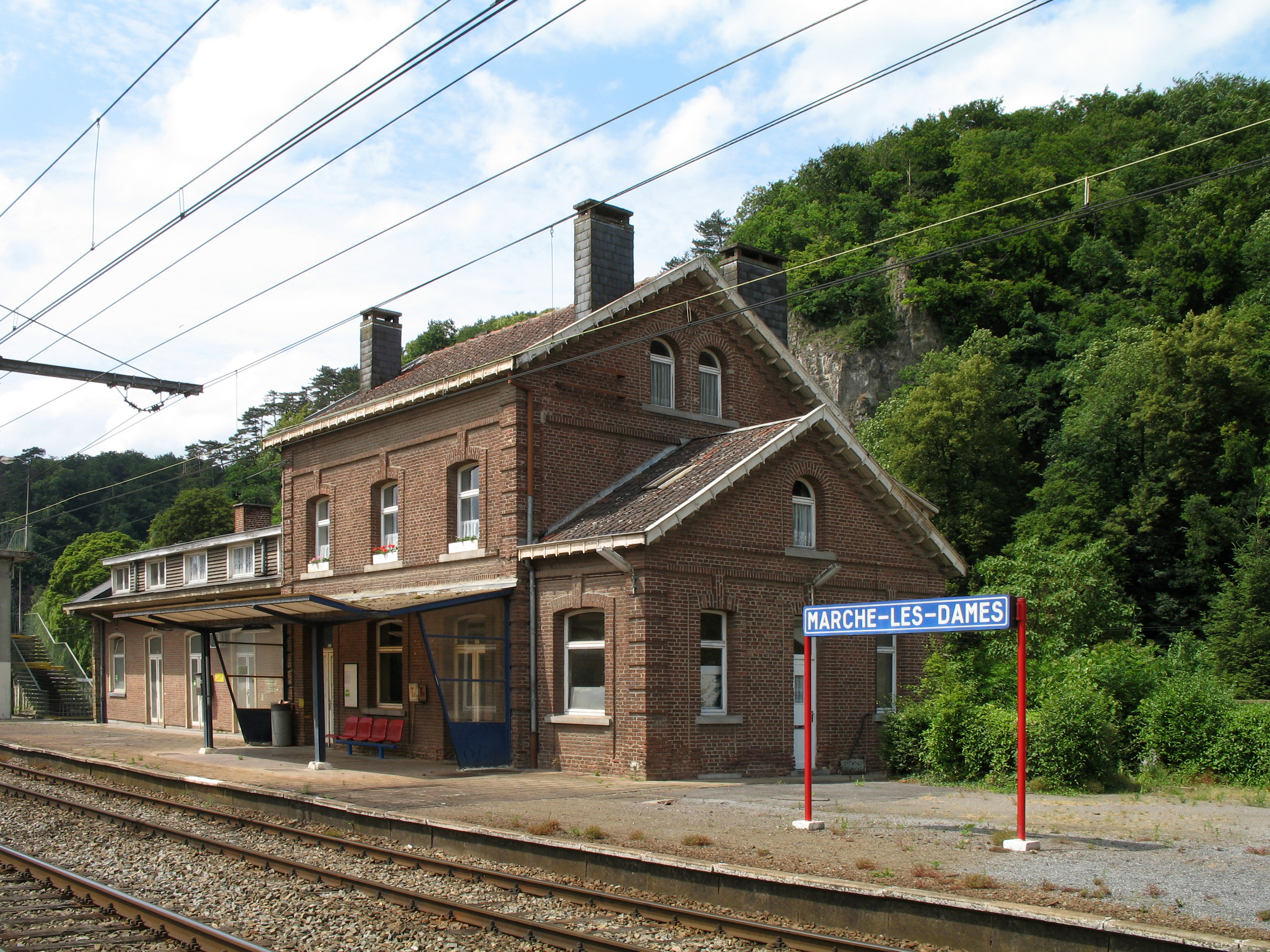
La gare de Marche-les-Dames (en 2008).

### Dans la culture populaire
Le village et son abbaye ont servis de lieux de tournage de films et séries télévisées, dont :
- 2009 : Sœur Sourire de Stijn Coninx ;
- 2012 : La Marque des anges de Sylvain White ;
- 2015 : Ennemi public (série télévisée de la RTBF) de Matthieu Frances et Gary Seghers.